# Okinawa Sport-Verein
Okinawa Sport-Verein (em japonês:  沖縄スポーツクラブ - Okinawa Supōtsukurabu), também conhecido por Okinawa SV (em japonês:  沖縄SV - Okinawa Esufau), é um clube de futebol japonês, com sede em Okinawa, na província de mesmo nome. Atualmente disputa a Japan Football League, a quarta divisão nacional.

## História
Foi fundado em 2015 por Naohiro Takahara, que havia saído do SC Sagamihara e abandonado o futebol profissional, e o nome da equipe foi inspirado no Hamburgo, onde Takahara atuou entre 2003 e 2006 e o influenciou na escolha (Sport-Verein significa "clube esportivo" em alemão). As cores (azul e amarelo) vieram do Boca Juniors, que teve o atacante em seu elenco entre 2001 e 2002.
Acumulando as funções de jogador, presidente e treinador, Takahara ajudou o Okinawa a disputar as Ligas Regionais, começando na terceira divisão da Liga do Norte da província em 2016, garantindo o título e o acesso à divisão principal. A equipe disputou ainda a Liga de Futebol de Kyushu entre 2018 e 2022, ano em que conquistou o acesso à Japan Football League. O Okinawa jogou 3 edições da Copa do Imperador, chegando à segunda fase em todas.

## Desempenho
| Campeão | Vice-campeão | Terceiro lugar | Promovido | Rebaixado |

| League    | League                                     | League | League | League | League | League | League | League | League | League | Copa do Imperador |
| Temporada | Divisão                                    | Pos.   | P      | V (DP) | E      | D (DP) | GP     | GC     | SG     | Pts    | Copa do Imperador |
| --------- | ------------------------------------------ | ------ | ------ | ------ | ------ | ------ | ------ | ------ | ------ | ------ | ----------------- |
| 2016      | Liga Provincial de Okinawa (Div. 3, Norte) | 1st    | 9      | 9      | 0      | 0      | 123    | 1      | 122    | 27     | Não classificado  |
| 2017      | Liga Provincial de Okinawa (Div. 1)        | 2nd    | 9      | 8      | 1      | 0      | 64     | 4      | 60     | 25     | Não classificado  |
| 2018      | Liga Regional de Kyushu                    | 2nd    | 18     | 16 (0) |        | 2      | 74     | 12     | 62     | 48     | Não classificado  |
| 2019      | Liga Regional de Kyushu                    | 1st    | 18     | 17 (0) |        | 1      | 64     | 7      | 57     | 51     | Segunda fase      |
| 2020      | Liga Regional de Kyushu                    | 1st    | 4      | 3 (1)  |        | 0      | 12     | 2      | 10     | 11     | Não classificado  |
| 2021      | Liga Regional de Kyushu                    | 1st    | 18     | 16 (1) |        | 0 (1)  | 78     | 8      | 70     | 51     | Segunda fase      |
| 2022      | Liga Regional de Kyushu                    | 1st    | 20     | 19     | 1      | 0      | 75     | 5      | 70     | 58     | Segunda fase      |
| 2023      | JFL                                        | TBA    | 28     |        |        |        |        |        |        |        |                   |